# Johanne Schmidt-Nielsen
Johanne Schmidt-Nielsen (22 de febrero de 1984,Odense) es una exmiembro del parlamento danés por la Alianza Roji-Verde.Partes de la prensa se han referido a ella como la nueva reina de la Alianza Roji-Verde. Ahora es secretaria general de Save the Children.

## Trayectoria
Johanne Schmidt-Nielsen creció en Fyn y actualmente vive en Nørrebro en Copenhague.Tiene una licenciatura en ciencias sociales de la Universidad de Roskilde en 2007.Ha estado activa en política desde 1997, y fue vicepresidenta del grupo de interés nacional para estudiantes en los gymnasium daneses de 2002 a 2003. En mayo de 2006 la reunión anual de la Alianza Roji-Verde, fue elegida miembro del comité ejecutivo del partido con 147 votos, recibiendo más votos que cualquier otro candidato. Fue reelegida en 2007.

### Activismo

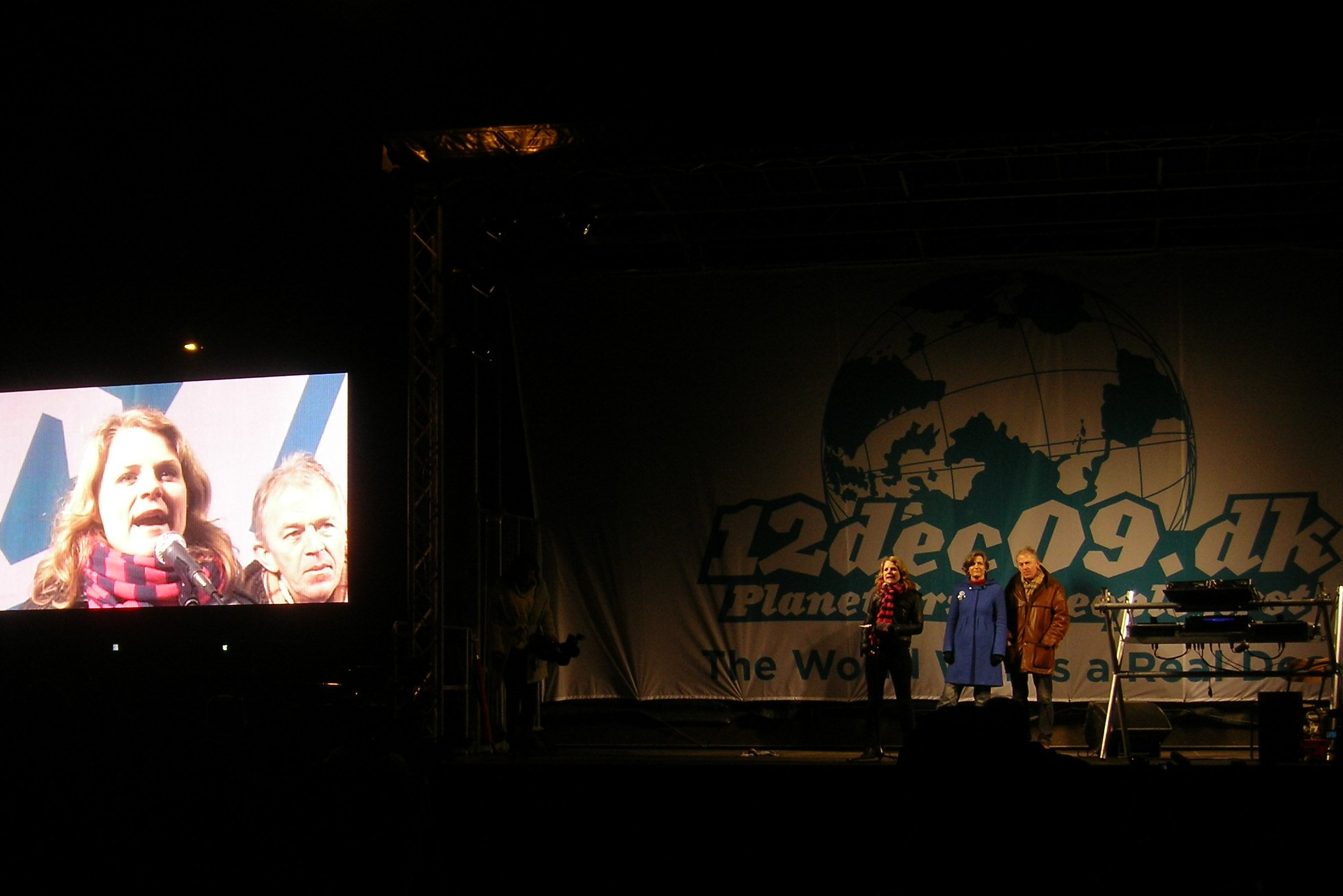
Johanne Schmidt-Nielsen hablando fuera de la COP15 el 12 de diciembre de 2009

Johanne Schmidt-Nielsen se ha hecho notar como activista política y ha participado en manifestaciones en las cumbres de Praga, Bruselas, Gotemburgo y Rostock .Como portavoz del grupo activista Velfærdsmissionen ( en inglés: The Welfare Mission  ) participó en el vertido de 200 kg de pasta y 40 litros de ketchup en la escalera de acceso al Ministerio de Hacienda en una protesta contra los recortes en las becas de educación del Estado.
En marzo de 2007, Schmidt-Nielsen denunció a la policía a la revista pornográfica Super, propiedad de Aller Press, por su uso para la captación de prostitutas.El trasfondo de la denuncia fue un artículo publicado en el periódico sensacionalista B.T. sobre el concurso mensual de la revista en el que el premio era media hora en compañía de una prostituta. La denuncia se retiró posteriormente cuando Aller suspendió el concurso.
El 30 de octubre de 2007, Schmidt-Nielsen y otras feministas colgaron medias rojas en un tendedero a la entrada del Ministerio de Bienestar Social, con la intención declarada de animar a la ministra Karen Jespersen a intentar más activamente resolver los problemas de igualdad de género. Al día siguiente, un grupo de miembros de Red-Green Alliance, incluido Schmidt-Nielsen, plantaron arbustos en el parque Ørstedsparken en el centro de Copenhague como protesta simbólica contra el acoso a la población gay masculina en Copenhague y como manifestación de liberalidad sexual. Anteriormente, se había retirado la plantación del parque para disuadir a la gente de mantener relaciones sexuales en él. El partido también lanzó una iniciativa contra los delitos de odio.
El 5 de noviembre de 2007, Johanne Schmidt-Nielsen lanzó una propuesta para "modernizar" los derechos de autor, que incluía el nombramiento de una comisión para rediseñar la ley de derechos de autor para permitir la distribución de material protegido por derechos de autor y compensar a los artistas por la pérdida de ingresos resultante.La propuesta recibió una gran atención de los medios, cuando simultáneamente confesó haber descargado y distribuido música ilegalmente en Internet y afirmó que no tenía intención de dejar de hacerlo.

### Elecciones
Schmidt-Nielsen se postuló para el consejo municipal del municipio de Copenhague en las elecciones de 2005, pero no fue elegido. Cuando en marzo de 2007, Pernille Rosenkrantz-Theil anunció que no se postularía para la reelección en el Folketing, Schmidt-Nielsen asumió su cargo como principal candidata del partido en la circunscripción metropolitana.En las elecciones parlamentarias de 2007, se presentó a las elecciones en temas como el aumento del bienestar social y la lucha contra la discriminación.
El 12 de noviembre de 2007, Schmidt-Nielsen participó en un debate para líderes de partidos en TV 2 la noche anterior a las elecciones como el candidato más joven en participar en un debate televisado a nivel nacional para líderes de partidos daneses. Previo al debate, el líder del Partido Popular Conservador, Bendt Bendtsen, la confundió con una oficinista y le pidió que le trajera café. Fue elegida con 8.964 votos personales. En 2011 fue reelegida con 47.002 votos, unos 15.000 votos más que la primera ministra Helle Thorning-Schmidt . En 2015 se aseguró su reelección con 40.225 votos.